# Янгхазбенд, Фрэнсис
Фрэнсис Эдуард Янгхазбенд (англ. Sir Francis Edward Younghusband), также Юнгхасбенд, Янгхасбенд и Янгхазбэнд; 31 мая 1863, Мурее,  Северо-Западная пограничная провинция (Британская Индия), Британская Индия — 31 июля 1942, Литчетт Минстер, Дорсет, Англия) — британский офицер, подполковник, путешественник, религиозный писатель, Рыцарь-командор Ордена Звезды Индии, Рыцарь-командор Ордена Индийской Империи. Видный участник Большой игры.
Путешествовал по Дальнему Востоку и Центральной Азии, в 1903 г. возглавлял британскую экспедицию в Тибет, во время которой произошёл вооружённый конфликт с тибетцами. Автор ряда работ по Центральной Азии, внешней политике и религиозному мистицизму.

## Образование
Родился 31 мая 1863 г. в городке Марри в Северо-Западной пограничной провинции Британской Индии. В 1876 г. поступил в Клифтон-колледж, а по его окончании — в Королевский военный колледж в Сандхёрсте.

## Начало службы

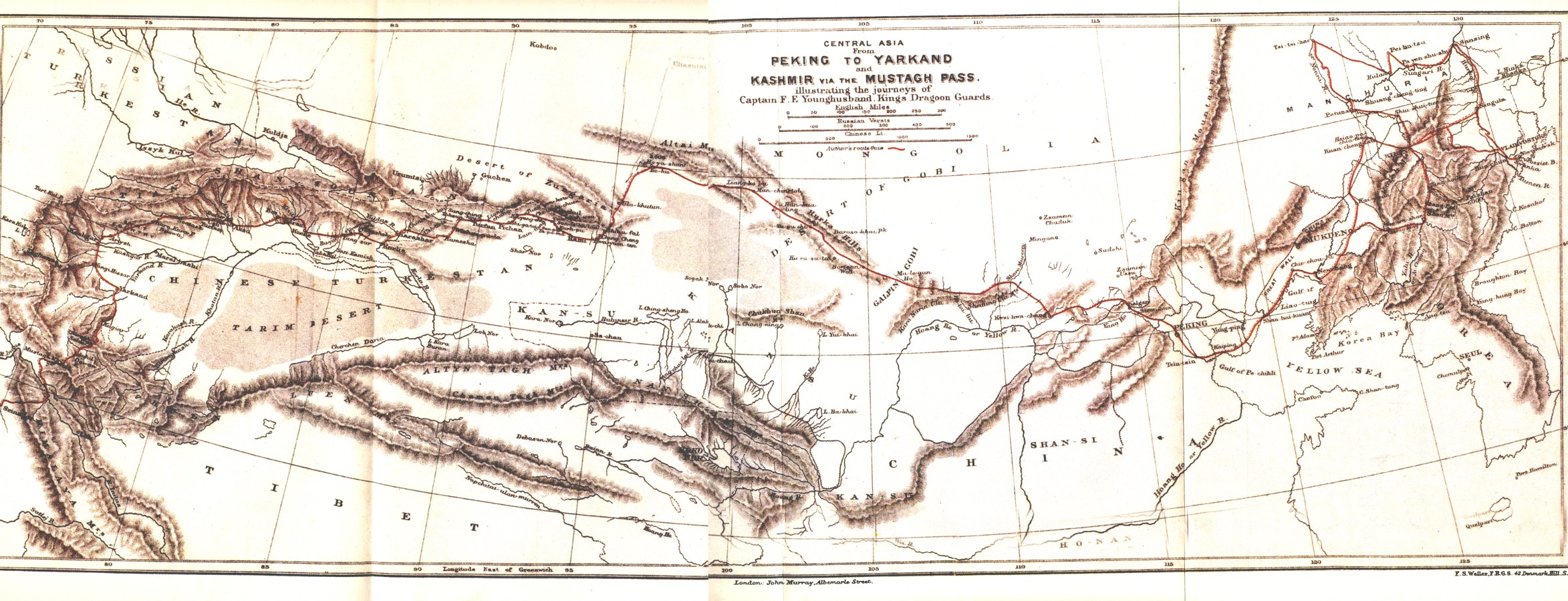
"От Пекина к Яркенду и Кашмиру через перевал Музтаг"

Окончив в 1882 г. Сандхёрст, Фрэнсис Янгхазбенд был произведён в младшие лейтенанты и получил назначение в 1-й гвардейский полк Королевских драгун в Дели. В 1886—1887 годах он пересёк Центральную Азию из Пекина в Яркенд. По пути исследовал хр. Музтаг в Сарыколе, Южная Кашгария, и Каракорум.
Впоследствии совершил ещё две экспедиции на Памир. В конце октября 1889 года в районе Хайан Аксай у него произошла неожиданная встреча с российским разведчиком Брониславом Громбчевским, оказавшимся ранее со своим небольшим казачьим эскортом в эпицентре нового Памирского тура Большой игры, связанного с мятежом наместника Афганского Туркестана против британской администрации, сочетавшимся с его обращением за помощью к генерал-губернатору Русского Туркестана Н. О. Розенбаху. В ходе беседы русский офицер по собственной инициативе вручил Янгхазбенду, к немалому удивлению последнего, выверенную карту района верхнего течения Амударьи со всеми притоками. «Мы простились, обещав продолжить знакомство, поддерживая переписку. Английская экспедиция, а в особенности бравый начальник её, оставили самое лучшее впечатление», — записал Громбчевский после расставания с отрядом Янгхазбенда. Несмотря на вполне дружеские взаимоотношения, сложившиеся у него с русским исследователем, англичанин порекомендовал ему «путь абсолютно лишенный всякого значения, из ниоткуда в никуда, проходящий по очень высокому плато и горам, без травы и топлива, и что движение по нему зимой будет сопряжено с большими трудностями и потерями в отряде». Экспедиция Громбчевского с трудом уцелела. Исследователь Е. Ю. Сергеев пишет, что мотивом для столь «низкого трюка» со стороны английского офицера скорее всего стали не опасения того, что русские могут получить информацию о путях, пригодных для прохода войск и провоза снаряжения, но месторождения золота и нефритов в Южном Памире, составлявшие коммерческий интерес британцев. Несмотря на это новая встреча Громбческого и Янгхазбенда через год в Яркенде была все же теплой, хотя британский военный скрыл действительную цель своей новой миссии в Синьцзян.
Деятельность Янгхазбенда в значительной мере способствовала возникновению так называемого Памирского кризиса 1890-х годов.
Летом 1891 года Янгхазбенд и британский лейтенант Дейвисон, принимавшие участие в рекогносцировке Памира, были задержаны проводившим разведку «ничейных» земель в пространстве между владениями России, Британской Индии, Афганистана и Китая и направлявшимся в ту же область Памира русским отрядом под командованием командира 2-го Туркестанского линейного батальона полковника Ионова за «недозволенную властями России деятельность на русской территории». Ионов принудил Янгхазбанда покинуть Памир, лейтенант Дейвисон был доставлен в Новый Маргелан, но вскоре отпущен в Британскую Индию. Эта провокационная по мнению британского правительства акция поставила Россию и Британию на грань разрыва всех ранее заключённых соглашений. Формально Янгхазбанд и Дейвисон не находились на российской территории, так как эта часть Памира ещё не была делимитирована и не признавалась британцами, как территория Российской империи.

## Вторжение в Тибет
В 1903 г. вице-король Индии лорд Кёрзон уполномочил Янгхазбенда в сопровождении военного эскорта провести переговоры с тибетской администрацией по вопросам торгового и пограничного урегулирования. Когда попытки Янгхасбенда ни к чему не привели, англичане под начальством генерал-майора Д. Макдональда атаковали страну. Тем не менее и вторая попытка переговоров провалилась. Англичане предприняли новую военную экспедицию во главе с Янгхазбендом. Он штурмом взял столицу Тибета Лхасу.
Далай-лама XIII и его двор бежали в Монголию для обсуждения возможной российской военной поддержки. Однако в силу внешнеполитических проблем (Русско-японской войны) Россия не смогла поддержать Тибет. В это же время оставшиеся в Лхасе светские политики были вынуждены заключить неравноправный торговый договор (Лхасский договор).
За эту операцию Янгхазбенд был посвящён в рыцари.

## Завершение службы
В 1906—1909 гг. Янгхазбенд являлся политическим агентом индо-британского правительства в Кашмире.

## Общественная деятельность
После увольнения с государственной службы Янгхазбенд поселился в Лондоне, где был участником многих обществ и движений. В 1919 г. он был избран президентом Королевского географического общества, в 1921 г. возглавил комитет по изучению Эвереста. На последней должности руководил подготовкой первой британской экспедиции по восхождению на Эверест.
Возраст и в немалой степени воспоминания о военной экспедиции в Тибет, сопряженной с немалыми человеческими жертвами, усилили в Янгхазбанде чувства религиозности и мистицизма. Он организовал Мировой Конгресс Религий, делами которого продолжал заниматься вплоть до своей смерти.

## Смерть
В июле 1942 г. Янгхазбенд перенёс инсульт после выступления на заседании Всемирного конгресса религий в Бирмингеме. Он умер от сердечной недостаточности 31 июля 1942 г. в доме Мадлен Лис (Madeline Lees) в деревне en:Lytchett Minster, Дорсет. Он был похоронен на местном деревенском кладбище.

## Труды
- Путешествие по Средней Азии из Маньчжурии и Пекина в Кашмир через проход Мустаг // Сборник географических, топографических и статистических материалов по Азии. Вып. XXXVI. СПб., 1888.
- Извлечение из отчета о путешествии Капитана Юнгхезбанда по Памирам и сопредельным странам // Сборник географических, топографических и статистических материалов по Азии. Выпуск L. СПб. 1892. Восточная литература. Дата обращения: 12 февраля 2011.
- «Нашествие русских в Индию» // Сборник географических, топографических и статистических материалов по Азии. Вып. LIII. СПб., 1893.
- «Освобождение Читрала» // Сборник географических, топографических и статистических материалов по Азии. Вып. LXX. СПб., 1896.